# Wentzwiller
Wentzwiller (Duits: Wenzweiler) is een gemeente in het Franse departement Haut-Rhin in de regio Grand Est en telt 554 inwoners (1999). De plaats maakt deel uit van het arrondissement Mulhouse.

## Geografie
De oppervlakte van Wentzwiller bedraagt 4,7 km², de bevolkingsdichtheid is 117,9 inwoners per km².
De onderstaande kaart toont de ligging van Wentzwiller met de belangrijkste infrastructuur en aangrenzende gemeenten.

## Demografie
Onderstaande figuur toont het verloop van het inwonertal (bron: INSEE-tellingen).